# GABA 수용체
GABA 수용체(영어: GABA receptor)는 성숙한 척추동물 중추신경계의 주요 억제 화합물인 신경전달물질로 γ-아미노뷰티르산(GABA)에 반응하는 수용체 군이다. GABA 수용체에는 GABAA와 GABAB의 두 가지 부류가 있다. GABAA 수용체는 리간드-게이트 이온 채널 또는 이온성 수용체(Ionotropic receptor)라고도 한다. GABAB 수용체는 대사성 수용체(metabotropic receptors)라고도 불리는 G 단백질 연결 수용체이다.

## B형 GABA 수용체
B형 GABA 수용체는 신경전달물질인 γ-아미노부티르산이 결합하여 생리 활성을 조절하는 분자로 G 단백질과 연관되어 있고 다른 신경전달물질들의 방출에 관여한다.

## A형 GABA 수용체
A형 GABA 수용체는 신경전달물질인 γ-아미노부티르산이 결합하여 생리 활성을 조절하는 분자로 이온 통로 특히, 염소 이온 통로와 연관되어 있고, 이 수용체가 흥분하면 이 이온 통로가 열려서 신경 흥분을 억제한다. 바이쿠쿨린과 피크로톡신에 의해 이 수용체가 차단된다.

## GABA 수용체
|  |

Cl–가 대표적인 이온이다.

## 수용체 작용제

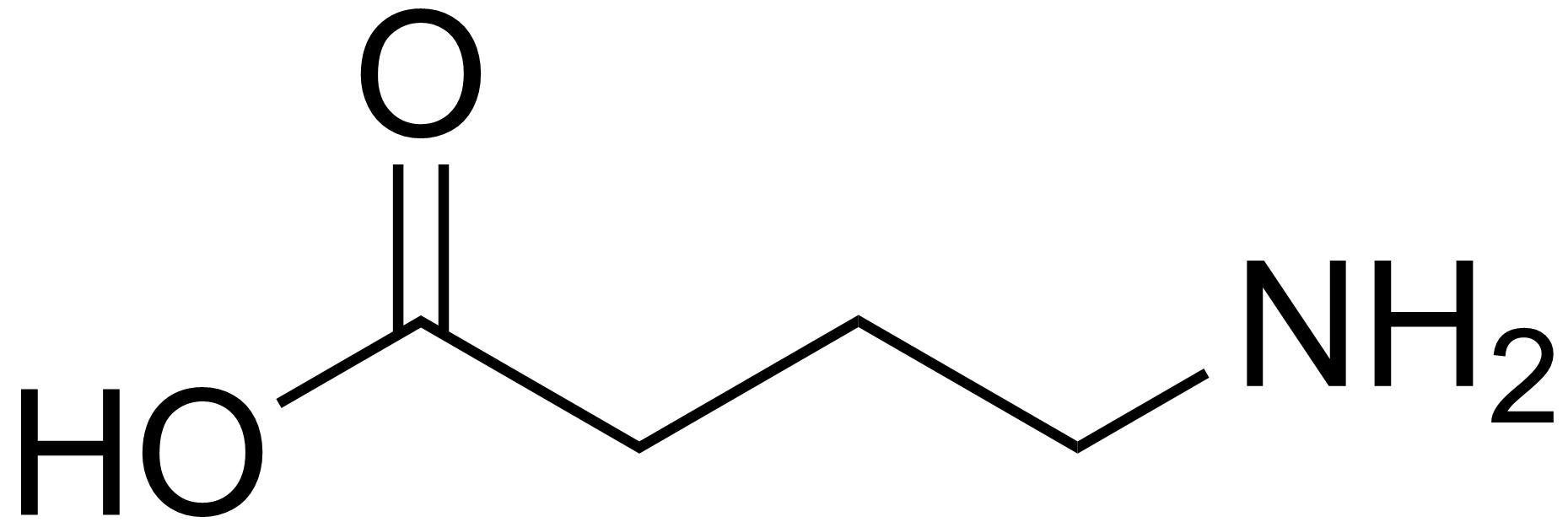
GABA의 구조
카복실산의 구조
로라제팜의 구조

## 같이 보기
- 나트륨-칼륨 펌프
- 길항제
- 효능제

## 참고 문헌
- (Pharmacol Biochem Behav. 2008 Jul; 90(1): 90–94.Published online 2008 Mar 14. doi: 10.1016/j.pbb.2008.03.006, PMCID: PMC2574824 NIHMSID: NIHMS48770 PMID: 18423561 GABAA receptors and alcohol Ingrid A. Lobo and R. Adron Harris) NCBI- https://www.ncbi.nlm.nih.gov/pmc/articles/PMC2574824/
- (Published: December 2000 Benzodiazepines act on GABAA receptors via two distinct and separable mechanisms, Rhodri J. Walters, Stephen H. Hadley, Kendall D.W. Morris & Jahanshah Amin Nature Neuroscience volume 3, pages1274–1281 2000)https://www.nature.com/articles/nn1200_1274